# 쓰시
쓰시(일본어: 津市, 문화어: 쯔시)는 일본 미에현 중부에 있는 시이며, 미에현의 현청 소재지이다.
시 이름은 한 음절이며, 한자로도 가나로도 한 문자이다. 일본에서 제일 짧은 도시 이름으로 알려져 있으며, 기네스 세계 기록에도 'Z'라는 이름으로 '세계에서 이름이 가장 짧은 도시' 항목에 등재되어 있다. '쓰'(津)는 '나루터'를 의미하는 단어이며, 이 지역은 원래 아노쓰(安濃津)로 불리고 있었다.
통합하기 전에는 일본의 현청 소재지 중에서 가장 인구가 적은 도시였으나 2006년 1월 1일에 주변의 히사이시(久居市)와 아게군(安芸郡) 가와게정(河芸町), 게이노정(芸濃町), 미사토촌(美里村), 아노정(安濃町), 이치시군(一志郡) 가라스정(香良洲町), 이치시정(一志町), 하쿠산정(白山町), 미스기촌(美杉村)과 통합하여 새로운 쓰시가 발족했다. 욧카이치시에 이어 현내에서 두 번째로 인구가 많다.

## 지리
미에현의 거의 중앙부에 위치하며 이세만과 접한다. 시내 중심부에는 아노강, 이와다강이 흐르고 아노강 이북을 교북, 이와타강 이남을 교남, 양 하천에 끼어 있는 지구를 교내라고 부른다.

### 기후
| 쓰시의 기후                                                  | 쓰시의 기후 | 쓰시의 기후 | 쓰시의 기후  | 쓰시의 기후  | 쓰시의 기후  | 쓰시의 기후  | 쓰시의 기후  | 쓰시의 기후  | 쓰시의 기후   | 쓰시의 기후  | 쓰시의 기후 | 쓰시의 기후 | 쓰시의 기후     |
| 월                                                           | 1월         | 2월         | 3월          | 4월          | 5월          | 6월          | 7월          | 8월          | 9월           | 10월         | 11월        | 12월        | 연간            |
| ------------------------------------------------------------ | ----------- | ----------- | ------------ | ------------ | ------------ | ------------ | ------------ | ------------ | ------------- | ------------ | ----------- | ----------- | --------------- |
| 역대 최고 기온 °C (°F)                                       | 19.0 (66.2) | 22.8 (73.0) | 25.9 (78.6)  | 31.0 (87.8)  | 33.9 (93.0)  | 36.7 (98.1)  | 39.1 (102.4) | 39.5 (103.1) | 37.7 (99.9)   | 31.0 (87.8)  | 27.2 (81.0) | 23.7 (74.7) | 39.5 (103.1)    |
| 일평균 최고 기온 °C (°F)                                     | 9.5 (49.1)  | 10.0 (50.0) | 13.4 (56.1)  | 18.6 (65.5)  | 23.1 (73.6)  | 26.2 (79.2)  | 30.4 (86.7)  | 31.6 (88.9)  | 28.0 (82.4)   | 22.6 (72.7)  | 17.1 (62.8) | 12.0 (53.6) | 20.2 (68.4)     |
| 일일 평균 기온 °C (°F)                                       | 5.7 (42.3)  | 5.9 (42.6)  | 9.0 (48.2)   | 14.2 (57.6)  | 19.0 (66.2)  | 22.7 (72.9)  | 26.8 (80.2)  | 27.9 (82.2)  | 24.4 (75.9)   | 18.8 (65.8)  | 13.2 (55.8) | 8.1 (46.6)  | 16.3 (61.3)     |
| 일평균 최저 기온 °C (°F)                                     | 2.4 (36.3)  | 2.4 (36.3)  | 5.2 (41.4)   | 10.2 (50.4)  | 15.4 (59.7)  | 19.7 (67.5)  | 24.0 (75.2)  | 25.0 (77.0)  | 21.4 (70.5)   | 15.5 (59.9)  | 9.5 (49.1)  | 4.6 (40.3)  | 12.9 (55.2)     |
| 역대 최저 기온 °C (°F)                                       | −7.8 (18.0) | −7.0 (19.4) | −5.6 (21.9)  | −3.0 (26.6)  | 3.0 (37.4)   | 9.0 (48.2)   | 14.6 (58.3)  | 14.6 (58.3)  | 8.7 (47.7)    | 2.3 (36.1)   | −1.4 (29.5) | −6.4 (20.5) | −7.8 (18.0)     |
| 평균 강수량 mm (인치)                                        | 48.5 (1.91) | 57.1 (2.25) | 104.5 (4.11) | 129.0 (5.08) | 167.3 (6.59) | 201.8 (7.94) | 173.9 (6.85) | 144.5 (5.69) | 276.6 (10.89) | 186.1 (7.33) | 76.4 (3.01) | 47.2 (1.86) | 1,612.9 (63.50) |
| 평균 강설량 cm (인치)                                        | 2 (0.8)     | 3 (1.2)     | 0 (0)        | 0 (0)        | 0 (0)        | 0 (0)        | 0 (0)        | 0 (0)        | 0 (0)         | 0 (0)        | 0 (0)       | 1 (0.4)     | 6 (2.4)         |
| 평균 강수일수 (≥ 0.5 mm)                                     | 6.4         | 7.5         | 10.5         | 9.8          | 10.9         | 12.8         | 12.3         | 9.8          | 12.3          | 10.1         | 6.8         | 6.5         | 115.7           |
| 평균 강설일수                                                | 9.2         | 9.8         | 4.3          | 0.1          | 0.0          | 0.0          | 0.0          | 0.0          | 0.0           | 0.0          | 0.0         | 3.3         | 26.5            |
| 평균 상대 습도 (%)                                           | 61          | 61          | 62           | 64           | 68           | 74           | 75           | 73           | 72            | 69           | 65          | 63          | 67              |
| 평균 월간 일조시간                                           | 162.9       | 156.2       | 186.1        | 192.7        | 197.8        | 146.9        | 180.2        | 220.7        | 165.3         | 164.5        | 163.7       | 171.5       | 2,108.6         |
| 출처: 일본 기상청 (평년값: 1991년~2020년, 극값: 1889년~현재) |             |             |              |              |              |              |              |              |               |              |             |             |                 |

### 인접한 자치체
- 미에현
  - 가메야마시
  - 나바리시
  - 마쓰사카시
  - 스즈카시
  - 이가시
- 나라현
  - 우다군
    - 소니촌
    - 미쓰에촌

## 역사
옛날에는 아노쓰(安濃津)로 문헌에도 기록되어 있는 항구였지만 1498년의 도카이 지진과 함께 발생한 해일 때문에 항구는 붕괴되었다. 에도 시대에는 신궁 참배의 역참 마을로 번창했다.
- 1889년 4월 1일 - 쓰시가 탄생했다.
- 2006년 1월 1일 - 주변 10개 시정촌을 통합하여 새로운 쓰시가 성립하였다.

## 교통

### 도로
- 히가시메이한 자동차도(일본어판)
- 이세 자동차도(일본어판)
- 23번 국도
- 163번 국도(일본어판)
- 165번 국도(일본어판)
- 306번 국도(일본어판)
- 368번 국도(일본어판)
- 369번 국도(일본어판)
- 422번 국도(일본어판)

### 철도
- 긴키 닛폰 철도
  - 나고야선

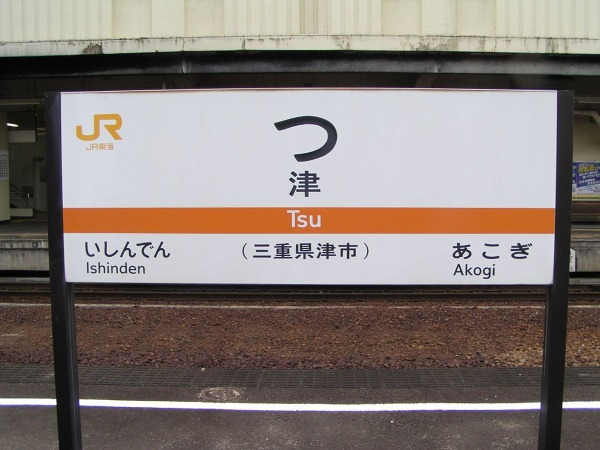
일본에서 가장 이름이 짧은 역인 쓰역(津駅)

    - (← 스즈카시 이소야마역) - 지사토역 - 도요쓰우에노역 - 시라쓰카역 - 다카다혼잔역 - 에도바시역 - 쓰역 - 쓰신마치역 - 미나미가오카역 - 히사이역 - 모모조노역 - (마쓰사카시 이세나카가와역 →)

  - 오사카선
    - (← 이가시 니시아오야마역) - 히가시아오야마역 - 사카키바라온센구치역 - 오미쓰역 - 이세이시바시역 - 가와이타카오카역 - (마쓰사카시 이세나카가와역 →)
- 도카이 여객철도
  - 기세이 본선
    - (← 가메야마시 시모노쇼역) - 이신덴역 - 쓰역 - 아코기역 - 다카차야역 - (마쓰사카시 롯켄역 →)

  - 메이쇼선
    - (← 마쓰사카시 곤겐마에역) - 이세하타역 - 이치시역 - 이세기역 - 이세오이역 - 이세카와구치역 - 세키노미야역 - 이에키역 - 이세타케하라역 - 이세카마쿠라역 - 이세야치역 - 히쓰역 - 이세오키쓰역
- 이세 철도(일본어판)
  - 이세선
    - (← 스즈카시 나가세고역(일본어판)) - 이세우에노역(일본어판)- 가와게역(일본어판) - 히가시이신덴역(일본어판) - 쓰역

## 인구
| 연도 | 인구    | ±%    |
| ---- | ------- | ----- |
| 1960 | 226,065 | —     |
| 1970 | 242,000 | +7.0% |
| 1980 | 265,443 | +9.7% |
| 1990 | 280,384 | +5.6% |
| 2000 | 286,521 | +2.2% |
| 2010 | 285,728 | −0.3% |

## 자매 도시
- 일본 기후현 가모군 히가시시라카와촌 (옛 가라스정이 제휴)
- 일본 야마구치현 슈난시 (옛 히사이시가 제휴)
- 일본 홋카이도 소라치군 가미후라노정 (옛 쓰시가 제휴)
- 브라질 상파울루주 오자스쿠 (옛 쓰시가 제휴)
- 중화인민공화국 장쑤성 전장시 (옛 쓰시가 제휴)